# سليمان محمد الحماد
سليمان بن محمّد الحمّاد (1944 - 19 مارس 2015) شاعر وكاتب قصصي ومسرحي سعودي. ولد في مدينة الرياض. ساهم في تأسيس الأندية الأدبية السعودية في السبعينيات وكان قبل ذلك محرراً للصفحة الأدبية في صحيفة الجزيرة وله زاوية أسبوعية فيها. عُيّن عضوًا في مجلس إدارة النادي الأدبي في الرياض وعضو شرف في نادي الطائف الأدبي. عرفت مسيرته الأدبية شاعرًا كتب القصيدة الفصيحة والشعبية، وأجاد فن المقالة، ومؤلفًا مسرحيًا تناول في مسرحياته المشهد المحلي بتميز. وكان أيضًا بارعاً في التلحين والعزف على آلة العود والغناء. له دواوين شعرية عديدة وقصص قصيرة ومسرحيات وروايات. غلب عليه الانعزالية في سنواته الأخيرة وتوفي في مسقط رأسه.

## سيرته
ولد سليمان بن محمد الحمّاد في مدينة الرياض عام 1363هـ / 1944م ونشأ بها. عمل في النادي الأدبي بالرياض خلال 1978 إلى 2006. 

يُعدّ من الذين ساهموا في تأسيس الأندية الأدبية السعودية. وكان قبل ذلك محرراً للصفحة الأدبية في صحيفة الجزيرة وله زاوية أسبوعية فيها. كما أنه أنشأ مؤسسة إصدارات النخيل التي أصدرت كتباً في الشعر والقصة والنقد لأدباء محليين وعرب، وأنشأ مطابع الخزرجي لطباعة الكتب. وكان يرأس تحرير المجلة الأدبية. وكان أيضًا بارعاً في التلحين والعزف على آلة العود والغناء.

قال عنه أحد زملائه «غلب عليه شيء من اليأس والانعزالية والسوداوية» في سنواته الأخيرة. أجرى عملية جراحية ناجحة لإزالة الماء الأبيض في يوليو 2010. توفي يوم 19 مارس 2015 / 29 جمادى الأولى 1436 وأديت الصلاة عليه في جامع الملك خالد في أم الحمام.

## مؤلفاته
مجموعات شعرية:
- البوتقة
- جدّي الفلاّح، 1977
- يوم المطر، 1977

مجموعاته القصصية، قصيرة وطويلة:
- أغلق الباب خلفك، 1977
- امرأة تعبر تفكيري، 1979
- فيصل حروف الشعر
- الآلة تسرقني ذهني، 1979
- حدث في الزمن الأخير، 1985

في الدراما والمسرح:
- النص والإنتاج، مسرحية أخرجها محمد رشدي سلام، 1982
- الأستاذ مكرر، مسرحية أخرجها محمد رشدي سلام، 1984
- الأدوار الثانوية، مسرحية أخرجها الحبيب القردلي، 1989
- الأجراس، مسرحية أخرجها علي الهويريني لمسرح النادي الأدبي بالرياض 1997 وتكرر عرضها في أكثر من حفل.

وله أيضًا:
- أضواء على الزوايا المظلمة، مقالات، 1968
- أحدث المقامات، نثر أدبي، 1980
- الحصاد، رواية من أربعة أجزاء، 2000
- العذابات الصغيرة، رواية، 2004
- من السادسة إلى الستين، سيرته الذاتية والثقافية في ثلاثة أجزاء، 2010 [7]

كما كتب للتلفزيون السعودي مسلسل البخيل إخراج محمد الجدي، وكتب لإذاعة الرياض أكثر من أربعة آلاف حلقة ما بين مسلسلات وبرامج وأحاديث.